# Feeria angustifolia
Feeria angustifolia là loài thực vật có hoa trong họ Hoa chuông. Loài này được (Schousb.) Buser mô tả khoa học đầu tiên năm 1894.